# Staré Rovniny
Staré Rovniny (deutsch Rownin) ist eine Grundsiedlungseinheit der Stadt Hlučín (Hultschin) in Tschechien. Sie liegt anderthalb Kilometer östlich des Stadtzentrums von Hlučín und gehört zum Okres Opava.

## Geographie
Staré Rovniny befindet sich linksseitig des Baches Jasénka in der Hlučínská pahorkatina (Hultschiner Hügelland). Nördlich erhebt sich die Davidka (Dawidka; 274 m. n.m.), im Osten die Chmelnice (274 m. n.m.).
Nachbarorte sind Darkovičky (Klein Darkowitz) im Norden, Markvartovice (Markersdorf) im Nordosten, Ludgeřovice (Ludgerstal) im Osten, Vrablovec (Wrablowetz) im Südosten, Malánky (Malanken) im Süden, Jasénky (Jassenka) im Südwesten sowie Rovniny im Nordwesten.

## Geschichte
Die erste schriftliche Erwähnung der zur Stadt  Hultschin gehörigen Kolonie Rownin erfolgte im Jahre 1784. Westlich davon wurde im Jahre 1801 – auf Langendorfer Flur – die erste Hultschiner Ziegelei gegründet. Deren Lehmvorräte waren jedoch nicht ergiebig, so dass der Betrieb bereits 1813 wieder eingestellt werden musste. Später entstand dort die Kolonie Ziegelei. Die Kolonie Rownin wurde in der Folgezeit entlang der Straße nach Vrablovec erweitert, als Bergleute der Steinkohlengruben Anselm und Oskar bei Petrzkowitz dort Wohnhäuser errichteten.
Im Zuge der Kreisreform vom 1. Januar 1818 wurde Rownin dem Kreis Ratibor zugewiesen. Im Jahre 1864 bestand die Kolonie Rownin aus zwei – zur Stadt Hultschin bzw. zur Gemeinde Langendorf gehörigen – Teilen, die jedoch keine Gemeinde bildeten. 1885 lebten in der Kolonie 385 Personen. Im Jahre 1900 hatte die Kolonie Rownin 442 Einwohner, 1910 waren es 470. Nach der 1911 erfolgten Fusion der Landgemeinde Langendorf mit der Stadtgemeinde Hultschin wurden auch die zur Stadt gehörigen Kolonien nicht mehr als Ortsteile betrachtet.
Aufgrund des Versailler Vertrages von 1919 wurde das Hultschiner Ländchen 1920 der Tschechoslowakei zugeschlagen und daraus der Okres Hlučín gebildet. Beim Zensus von 1921 wurde Rovniny als eine zur Gemeinde Hlučín gehörige Kolonie ohne Ortsteilcharakter erfasst.
Nach dem Münchener Abkommen vom 29. September 1938 wurde Rownin zusammen mit dem Hultschiner Ländchen vom Deutschen Reich besetzt. Die Kolonie gehörte nunmehr zum Landkreis Hultschin, der 1939 dem Landkreis Ratibor in der preußischen Provinz Schlesien eingegliedert wurde.
Nach dem Ende des Zweiten Weltkriegs kam Rovniny wieder an die Tschechoslowakei zurück. In der zweiten Hälfte des 20. Jahrhunderts erfolgte die Bebauung der Fluren zwischen Cihelna (Kolonie Ziegelei) und der Jasénka; die neue Wohnsiedlung erhielt den Namen Rovniny, während die alte Kolonie nunmehr Staré Rovniny genannt wurde. 1991 hatte Staré Rovniny 422 Einwohner, im Jahre 2001 waren es 386.

## Ortsgliederung
Die Grundsiedlungseinheit Staré Rovniny gehört zum Ortsteil Hlučín und ist auch Teil des Katastralbezirks Hlučín.